# セス・ビアー
セス・マイケル・ビアー（Seth Michael Beer, 1996年9月18日 - ）は、アメリカ合衆国イリノイ州マディソン郡メアリービル出身のプロ野球選手（外野手、一塁手）。右投左打。フィラデルフィア・フィリーズ傘下所属。

## 経歴

### プロ入り前
高校時代はMLBドラフトで指名されず、クレムゾン大学へ進学した。
初年度の2016年は62試合に出場して打率.369、18本塁打、70打点、1盗塁を記録し、全米の大学野球の最優秀選手に贈られる賞であるディック・ハウザー・トロフィーを受賞した。また、この年は第40回日米大学野球選手権大会にアメリカ合衆国代表として参加した。
2年目の2017年は63試合に出場して打率.298、16本塁打、53打点、2盗塁を記録した。また、この年もアメリカ合衆国大学代表入りし、第41回日米大学野球選手権大会にも参加した。
3年目の2018年は59試合に出場して打率.316、20本塁打、52打点、1盗塁を記録した。

### プロ入りとアストロズ傘下時代
2018年6月のMLBドラフトでは、1巡目（全体28位）でヒューストン・アストロズから指名され、13日に契約を結んだ（契約金は225万ドル）。契約後、傘下のA-級トリシティ・バレーキャッツでプロデビュー。A級クアッドシティーズ・リバーバンディッツとA+級ビューズクリーク・アストロズでプレーし、3球団合計で99試合に出場して打率.311、25本塁打、88打点を記録した。
2019年はA+級ファイエットビル・ウッドペッカーズとAA級コーパスクリスティ・フックスでプレーした。

### ダイヤモンドバックス時代
2019年7月31日にザック・グレインキーとのトレードで、コービン・マーティン、ジョシュ・ロハス、J.B.ブカウスカス、金銭と共にアリゾナ・ダイヤモンドバックスへ移籍した。移籍後はAA級ジャクソン・ジェネラルズでプレーし、移籍前を含めた3球団合計で122試合に出場して打率.289、26本塁打、103打点を記録した。オフにはアリゾナ・フォールリーグに参加し、ソルトリバー・ラフターズに所属した。
2020年は新型コロナウイルスの流行によりマイナーリーグの試合が中止となり 、プレーしなかった。
2021年は傘下AAA級リノ・エーシズでプレーし
、9月10日に40人ロースター入りした。同日のシアトル・マリナーズ戦にて、ディエゴ・カスティーヨからメジャー初打席で本塁打を放った。
2022年シーズン、サンディエゴ・パドレスとの開幕戦ではクレイグ・スタメンから逆転サヨナラ本塁打を放った。しかしこのシーズンは38試合に出場し、打率.189、1本塁打、9打点という成績に終わった。
2023年シーズンは開幕をマイナーオプションによりAAA級リノで迎え、5月3日にDFAとなった。同月9日にウェイバーをクリアし、AAA級リノに残留した。

### パイレーツ傘下時代
2023年12月6日に行われたルール5ドラフトのマイナーリーグ・フェーズにてピッツバーグ・パイレーツから指名を受け移籍した。
2024年シーズンも前年に続きメジャーに昇格する機会は一度も無く、オフの11月4日にFAとなった。

### 独立リーグ時代
2025年4月7日にアトランティックリーグのロングアイランド・ダックスと契約を結んだ。

### フィリーズ傘下時代
2025年5月13日にフィリーズとマイナー契約を結んだ。同日中にAAA級のリーハイバレー・アイアンピッグスに配属された。

## 人物
少年時代には水泳選手として将来を嘱望されており、12歳の時には背泳ぎの50メートルと100メートルで同年齢での全米新記録のタイムを叩き出している。

## 詳細情報

### 年度別打撃成績
| 年 度    | 球 団    | 試 合 | 打 席 | 打 数 | 得 点 | 安 打 | 二 塁 打 | 三 塁 打 | 本 塁 打 | 塁 打 | 打 点 | 盗 塁 | 盗 塁 死 | 犠 打 | 犠 飛 | 四 球 | 敬 遠 | 死 球 | 三 振 | 併 殺 打 | 打 率 | 出 塁 率 | 長 打 率 | O P S |
| -------- | -------- | ----- | ----- | ----- | ----- | ----- | -------- | -------- | -------- | ----- | ----- | ----- | -------- | ----- | ----- | ----- | ----- | ----- | ----- | -------- | ----- | -------- | -------- | ----- |
| 2021     | ARI      | 5     | 10    | 9     | 4     | 4     | 1        | 0        | 1        | 8     | 3     | 0     | 0        | 0     | 0     | 1     | 0     | 0     | 3     | 0        | .444  | .500     | .889     | 1.389 |
| 2022     | ARI      | 38    | 126   | 111   | 4     | 21    | 3        | 0        | 1        | 27    | 9     | 0     | 0        | 0     | 1     | 11    | 1     | 3     | 31    | 3        | .189  | .278     | .243     | .521  |
| MLB：2年 | MLB：2年 | 43    | 136   | 120   | 8     | 25    | 4        | 0        | 2        | 35    | 12    | 0     | 0        | 0     | 1     | 12    | 1     | 3     | 34    | 3        | .208  | .294     | .292     | .586  |

- 2022年度シーズン終了時

### 年度別守備成績
| 年 度 | 球 団 | 一塁（1B） | 一塁（1B） | 一塁（1B） | 一塁（1B） | 一塁（1B） | 一塁（1B） |
| 年 度 | 球 団 | 試 合      | 刺 殺      | 補 殺      | 失 策      | 併 殺      | 守 備 率   |
| ----- | ----- | ---------- | ---------- | ---------- | ---------- | ---------- | ---------- |
| 2021  | ARI   | 1          | 1          | 0          | 0          | 0          | 1.000      |
| MLB   | MLB   | 1          | 1          | 0          | 0          | 0          | 1.000      |

- 2021年度シーズン終了時

### 背番号
- 28（2021年 - 2022年）

### 代表歴
- 第40回日米大学野球選手権大会 アメリカ合衆国代表（2016年）
- 第41回日米大学野球選手権大会 アメリカ合衆国代表（2017年）